# Rebecca Ferguson
Rebecca Louisa Ferguson Sundström (født 19. oktober 1983) er en svensk skuespiller, der først blev kendt i Sverige for sin rolle i den svenske sæbeopera Nya Tider og senere i slasherfilmen Drowning Ghost.
Ferguson fik sit internationale gennembrud Elizabeth Woodville, i den britisk tv-serie The White Queen fra 2013, for hvad hun blev nomineret til en Golden Globe Award for bedste skuespillerinde i miniserie og film. Derudover spiller hun MI6-agenten Ilsa Faust i Mission: Impossible-filmene Rogue Nation (2015), Fallout (2018), og Dead Reckoning Part One (2023). Hun spillede også sangeren Jenny Lind i musikalen The Greatest Showman (2017), foruden horrorfilmene Life (2017) og Doctor Sleep (2019), og i biroller i Florence Foster Jenkins (2016) og Kvinden i toget (2016).
Endeligt medvirkede hun også som en af hovedrollerne i storfilmene Dune: Del 1 (2021) og Dune: Del 2 (2024), i rollen som Lady Jessica.
Ferguson voksede op i Stockholm og har en engelsk mor og svensk far. Hun gik derudover også på en engelsk-medium skole i Sverige og blev opdraget tosproget med både svensk og engelsk.